# Đặng Xuân Phong (chính khách)
 Đặng Xuân Phong (sinh năm 1972) là một nhà chính trị Việt Nam. Ông hiện là Ủy viên Ban Chấp hành Trung ương Đảng Cộng sản Việt Nam khóa XIII, Bí thư Tỉnh ủy Phú Thọ.

## Lý lịch và học vấn
Đặng Xuân Phong sinh ngày 8 tháng 7 năm 1972, quê quán: xã Tiên Lữ, huyện Lập Thạch, tỉnh Vĩnh Phúc.
Trình độ chuyên môn: tiến sĩ kinh tế.
Lý luận chính trị: Cử nhân

## Sự nghiệp

### Tỉnh Lao Cai
Từ 10/1994 - 10/2001: Chuyên viên Phòng Tổng hợp, Sở Kế hoạch và Đầu tư Lào Cai.
Từ 11/2001 - 7/2002: Chuyên viên Phòng Kinh tế đối ngoại, Sở Kế hoạch và Đầu tư Lào Cai.
Từ 8/2002 - 12/2003: Phó Trưởng phòng Phòng Kinh tế đối ngoại, Sở Kế hoạch và Đầu tư Lào Cai.
Từ 1/2004 - 7/2006: Trưởng phòng Tổng hợp, Sở Kế hoạch và Đầu tư Lào Cai.
Từ 8/2006 - 5/2008: Phó Giám đốc Sở Kế hoạch và Đầu tư Lào Cai.
Từ 6/2008 - 5/2010: Phó Chủ tịch UBND thành phố Lào Cai.
Từ 6/2010 - 10/2010: Phó Giám đốc Sở Kế hoạch và Đầu tư Lào Cai.
Từ 11/2010 - 5/2014: Ủy viên Ban Chấp hành Đảng bộ tỉnh khóa XIV, Giám đốc Sở Kế hoạch và Đầu tư Lào Cai.
Từ 6/2014 - 5/2015: Ủy viên Ban Chấp hành Đảng bộ tỉnh khóa XIV, Bí thư Huyện ủy Bắc Hà khóa XXII.
Từ 6/2015 - 8/2015: Ủy viên Ban Chấp hành Đảng bộ tỉnh khóa XIV, Bí thư Huyện ủy Bắc Hà khóa XXIII.
Từ 8/2015 - 9/2015: Ủy viên Ban Chấp hành Đảng bộ tỉnh, Phó Chủ tịch Ủy ban nhân dân tỉnh nhiệm kỳ 2011 – 2016.
Tại Đại hội đại biểu Đảng bộ tỉnh lần thứ XV, nhiệm kỳ 2015 – 2020, Đặng Xuân Phong được bầu vào Ban Chấp hành Đảng bộ tỉnh khóa XV. Hội nghị lần thứ Nhất Ban Chấp hành Đảng bộ tỉnh khóa XV họp vào tối ngày 23/9/2015 đã bầu Đặng Xuân Phong vào Ban Thường vụ Tỉnh ủy khóa XV và được bầu giữ chức vụ Phó Bí thư Tỉnh ủy khóa XV.
Tại kỳ họp thứ 15, Hội đồng nhân dân tỉnh Lào Cai khóa XIV được diễn ra trong các ngày 9 - 10/12/2015 đã bầu ông Đặng Xuân Phong, Phó Bí thư Tỉnh ủy, Phó Chủ tịch Ủy ban nhân dân tỉnh, được bầu giữ chức vụ Chủ tịch Ủy ban nhân dân tỉnh Lào Cai.
Sáng ngày 21 tháng 6 năm 2016, tại kỳ họp thứ nhất Hội đồng nhân dân tỉnh Lào Cai, khoá XV, nhiệm kỳ 2016 – 2021, Đặng Xuân Phong, Phó Bí thư Tỉnh uỷ, Chủ tịch Ủy ban nhân dân tỉnh Lào Cai khoá XIV, nhiệm kỳ 2011 – 2016 tiếp tục được đại biểu tín nhiệm bầu giữ chức Chủ tịch Ủy ban nhân dân tỉnh khoá XV, nhiệm kỳ 2016 - 2021.
Từ ngày 6 tháng 8 đến ngày 28 tháng 10 năm 2019, ông tham gia Lớp bồi dưỡng kiến thức mới cho cán bộ quy hoạch cấp chiến lược khóa XIII của Đảng tại Học viện Chính trị quốc gia Hồ Chí Minh.
Đại hội đại biểu Đảng bộ tỉnh Lào Cai lần thứ XVI nhiệm kỳ 2020-2025, tại phiên làm việc chiều ngày 15 tháng 10, đã bầu 50 người vào Ban Chấp hành Đảng bộ, bầu Ban Thường vụ Tỉnh ủy gồm 15 người; ông Đặng Xuân Phong - Phó Bí thư Tỉnh ủy khóa XV, Chủ tịch Ủy ban nhân dân tỉnh Lào Cai được bầu giữ chức Bí thư Tỉnh ủy Lào Cai khóa XVI nhiệm kỳ 2020-2025.

### Trung uơng Đảng
Ngày 30 tháng 1 năm 2021, tại Đại hội Đại biểu toàn quốc Đảng Cộng sản Việt Nam khóa XIII, ông được bầu làm Ủy viên chính thức Ban Chấp hành Trung ương Đảng Cộng sản Việt Nam khoá XIII.

### Đại biểu Quốc hội
Từ tháng 7/2021 - 2/2025: ông là Đại biểu Quốc hội khóa XV, Trưởng Đoàn ĐBQH tỉnh Lào Cai, Ủy viên Hội đồng Dân tộc của Quốc hội.
Từ tháng 2/2025 - nay: ông là Đại biểu Quốc hội khóa XV, Trưởng Đoàn ĐBQH tỉnh Vĩnh Phúc, Ủy viên Hội đồng Dân tộc của Quốc hội.

### Tỉnh Vĩnh Phúc
Ngày 11 tháng 1 năm 2025, Phó Trưởng Ban Tổ chức Trung ương Nguyễn Quang Dương đã thay mặt Bộ Chính trị công bố Quyết định số 1811 ngày 10/1/ 2025 về việc điều động, chỉ định ông thôi giữ chức Bí thư Tỉnh ủy Lào Cai; điều động, chỉ định tham gia Ban Chấp hành, Ban Thường vụ Tỉnh ủy, giữ chức Bí thư Tỉnh ủy Vĩnh Phúc nhiệm kỳ 2020-2025.

### Tỉnh Phú Thọ
Ngày 30/6/2025, Lễ công bố các Nghị quyết, Quyết định của Trung ương, của tỉnh về sắp xếp tổ chức bộ máy và đơn vị hành chính của tỉnh Phú Thọ diễn ra tại thành phố Việt Trì. Tại buổi lễ, bà Nguyễn Thanh Hải, Chủ nhiệm Uỷ ban công tác đại biểu của Quốc hội, Phó Trưởng Ban Tổ chức Trung ương công bố các Nghị quyết của Quốc hội và Quyết định của Trung ương. Thay mặt lãnh đạo Đảng, Nhà nước, đồng chí Đại tướng Lương Tam Quang, Ủy viên Bộ Chính trị, Bộ trưởng Bộ Công an đã trao các nghị quyết, quyết định về việc thành lập tổ chức đảng, chỉ định cấp ủy, bố trí nhân sự giữ các chức danh chủ chốt trong hệ thống chính trị mới của tỉnh Phú Thọ. Ông Đặng Xuân Phong được chỉ định giữ chức Bí thư Tỉnh ủy Phú Thọ sau sáp nhập.